# خوانيتا فيليبس
خوانيتا فيليبس (بالإنجليزية: Juanita Phillips)‏ هي كاتبة سير ذاتية وكاتِبة وكاتبة للأطفال أسترالية، ولدت في 11 أكتوبر 1963.